# Escuela sevillana de escultura

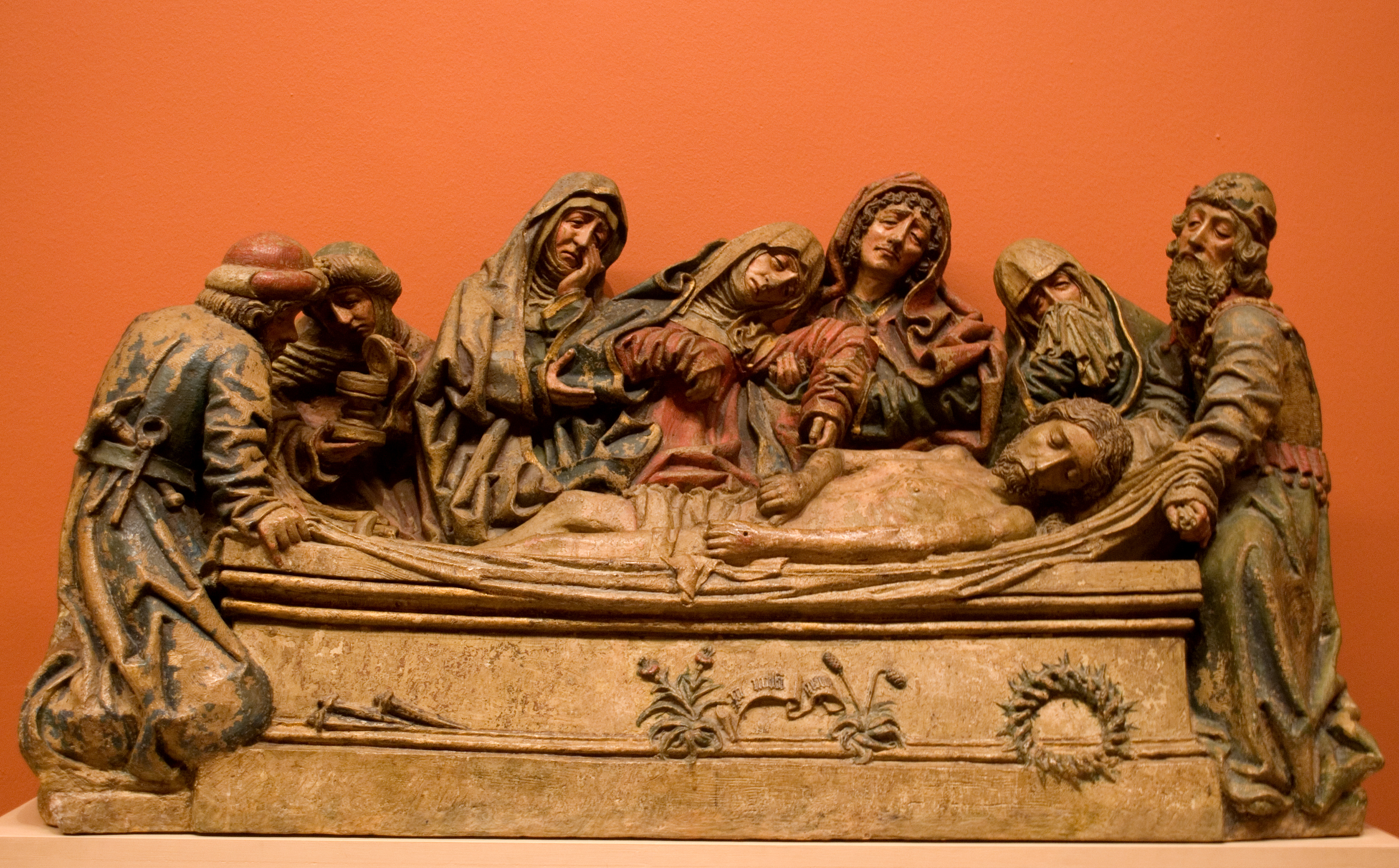
Llanto sobre Cristo Muerto, de Pedro Millán, Museo de Bellas Artes de Sevilla.

El desarrollo histórico de la Escuela sevillana de escultura abarca desde unos inicios que podemos situar en el siglo XIII hasta nuestros días.

## Conquista de Sevilla por el rey Fernando III
Al conquistar el rey Fernando III la ciudad de Sevilla, en 1248, comienzan a llegar a la ciudad tanto imágenes como escultores del estilo gótico imperante en la época, aunque con un lastre bastante perceptible del arte del último románico. Su procedencia es fundamentalmente francesa, que vienen tanto por razones políticas como religiosas o sociales. De ese momento son la Virgen de la Sede, titular de la catedral hispalense, la Virgen de las Batallas que se venera en dicho templo, y singularmente la patrona de Sevilla, Virgen de los Reyes, escultura de vestir, con movimientos y cabellera, que deja una importante estela de imitaciones. 
Al siglo siguiente pertenecen algunas importantes figuras como las del crucificado de San Pedro (Sanlúcar la Mayor) y la Virgen de los Milagros, que recibe culto en el monasterio de La Rábida.

## sigloXV
El siglo XV es trascendental para la escultura de Sevilla, pues llegan a la ciudad significados ecos del foco cultural borgoñón eyckiano, liderado por Claus Sluter, de tanta monta en la Baja Edad Media. En efecto, Lorenzo Mercadante deja en la catedral sevillana una serie de esculturas en mármol o terracota que representan la estética y el arte de Borgoña. Naturalmente, este maestro forma escuela en la región, siendo el imaginero Pedro Millán, que alcanza el siglo XVI, la personalidad más sobresaliente. La Virgen del Pilar catedralicia, con iconografía distinta de la aragonesa, y los grupos del Varón de Dolores y el Llanto sobre Cristo muerto, del Museo de Bellas Artes, acreditan su habilidad y maestría. El gran retablo mayor de la catedral sevillana, arquitectónicamente compuesto con sentido gótico, agrupa durante ese siglo a miles de figuras, ordenadas en diversas historias sacras, labradas por importantes artistas, que no extreman su cuidado por la altura de su colocación.

## El auge económico del siglo XVI

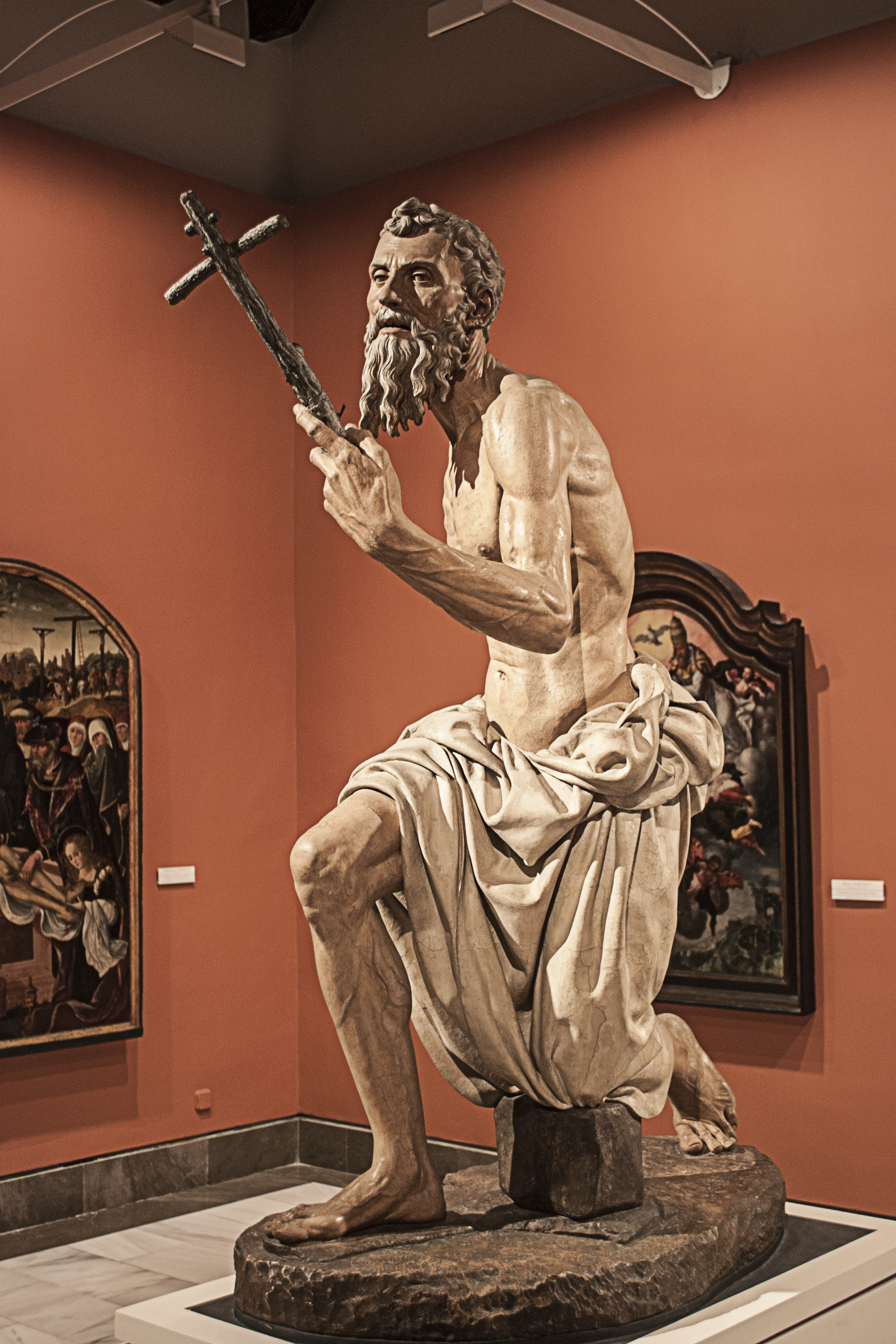
Escultura de San Jerónimo penitente, (hacia 1528), original de Pietro Torrigiani, Museo de Bellas Artes de Sevilla.

La ciudad del Guadalquivir, puerto inicial y terminal de la ruta de las Indias, adquiere enorme auge económico y de ahí sus grandes posibilidades al promocionar movimientos culturales y sociales de todo orden. Por estas y otras razones, llegan artistas italianos, como Pietro Torrigiano, condiscípulo y rival de Miguel Ángel en el jardín de los Medici, ejecuta magníficas esculturas para el monasterio de San Jerónimo y otros lugares, y también se importan sepulcros y obras varias, que dan a conocer y atraen la atención artística a las conquistas del Renacimiento italiano. Al propio tiempo, escultores del Norte, franceses y flamencos, trabajan en la región y son portadores de un realismo muy caro a los españoles. Por todos ellos citaremos a Roque Balduque, autor de notables retablos e imágenes, admiradas por artistas.
Ambas corrientes, la clasicista, con sus ideales de belleza, y la norteña, con una estética que busca la expresión, configuran el ambiente artístico hispalense, en los dos primeros tercios del siglo XVI. Encargado de realizar la labor escultórica del retablo mayor de la cartuja de Santa María de las Cuevas, aparece en Sevilla Isidro de Villoldo, que había sido colaborador de Alonso Berruguete en la sillería de coral de Toledo y autor de importantes obras en Castilla. Muerto de forma repentina sin llegar a rematar el retablo de la Cartuja, la continúa un insigne escultor salmantino, Juan Bautista Vázquez el Viejo, éste se desplaza a la ciudad, acompañado por sus colaboradores entre los que figuran su hijo Juan Bautista Vázquez el Mozo, su cuñado y entablador Juan de Oviedo el Mayor, Jerónimo Hernández, Miguel de Adán, Gaspar del Águila y Gaspar Núñez Delgado. También colabora con otros competentes artistas de varias procedencias, en diversas obras, que se multiplican al calor del potente entorno económico de la región. Andrés de Ocampo
Con todos ellos capitaneados por el viejo Vázquez se inicia la auténtica escuela escultórica sevillana, pues lo anterior son trabajos de interés e indudable valía pero sin la conexión estilística que determina el concepto de escuela. Por otra parte, el joven Vázquez trabaja en el retablo principal del monasterio granadino de San Jerónimo, y en torno a él se agrupan varios escultores nativos, que dan origen también a una escuela. Esta naciente escuela escultórica sevillana, con indudables sedimentos clásicos y otros de sentido vernáculo, acusa cierto manierismo, propio de la época.

## La llegada de Martínez Montañés

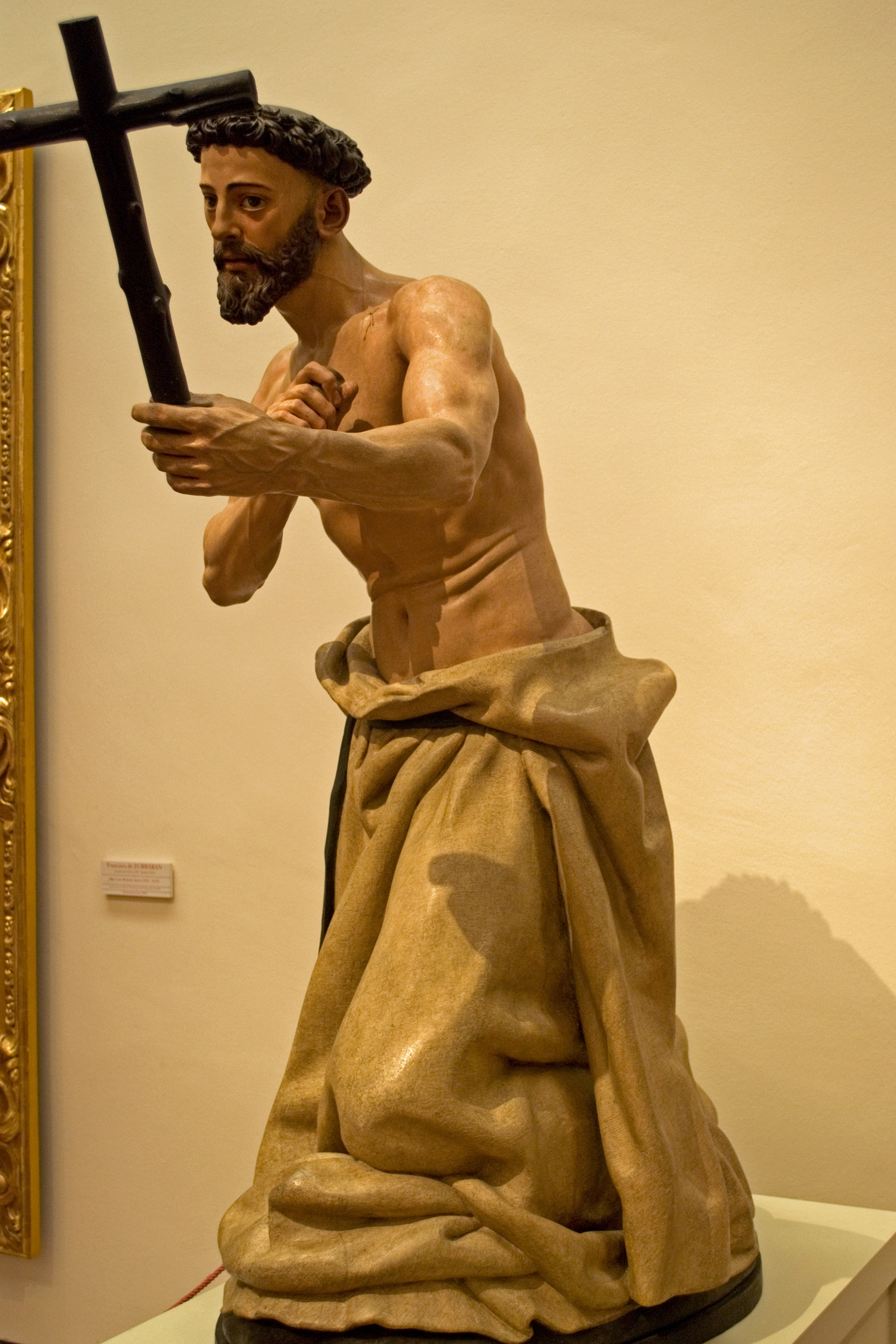
Santo Domingo penitente. 1605-1609. La policromía fue realizada por Francisco de Pacheco. La escultura fue encargada para el convento de Porta Coeli. En la actualidad se conserva en el Museo de Bellas Artes de Sevilla.

En el último cuarto del citado siglo XVI fija su residencia en la ciudad, un jienense nacido en Alcalá la Real y llamado Juan Martínez Montañés, que es no sólo la figura más brillante de la escuela sino quien define su verdadera sustancia y sentido. Su larga y fecunda vida artística está repleta de importantes obras -retablos y esculturas para diversos lugares de España y de América. Arrancando del clasicismo y apuntando en momento avanzado de su carrera un leve barroquismo, su arte plasma las categorías ideológicas que respecto al valor pastoral de la imaginería sagrada preconiza el Concilio Tridentino. Sus esculturas en madera policromada marcan un exacto equilibrio entre materia y forma, idea y representación; las figuraciones por él creadas poseen liviano realismo, que sirve de soporte a lo sustancial de la expresión. Su taller es una auténtica escuela formadora de artistas, aparte del influjo que ejerce sobre el arte del siglo XVII y aun posterior, tanto en España como en Ultramar; son el cordobés Juan de Mesa y el granadino Alonso Cano los discípulos señeros del genial maestro. Ambos introducen el barroquismo en el arte de Montañés. Mesa es especialmente autor de imágenes procesionales, titulares varias de ellas de cofradías penitenciales; pese a su corta vida, deja numerosa y selecta producción; Cano, arquitecto, escultor y pintor, jalona de esculturas magistrales las etapas de su trabajo en Sevilla, Madrid y su nativa Granada, donde da origen a la notable etapa barroquista de la escuela granadina. Son dignos de mención, en esta rápida reseña evolutiva de la escuela, los hermanos cordobeses Felipe de Ribas y Francisco Dionisio de Ribas, quienes recogen la antorcha del arte posmontañesino y canesco, avanzando en la interpretación estilística barroca.

## La evolución en el siglo XVII

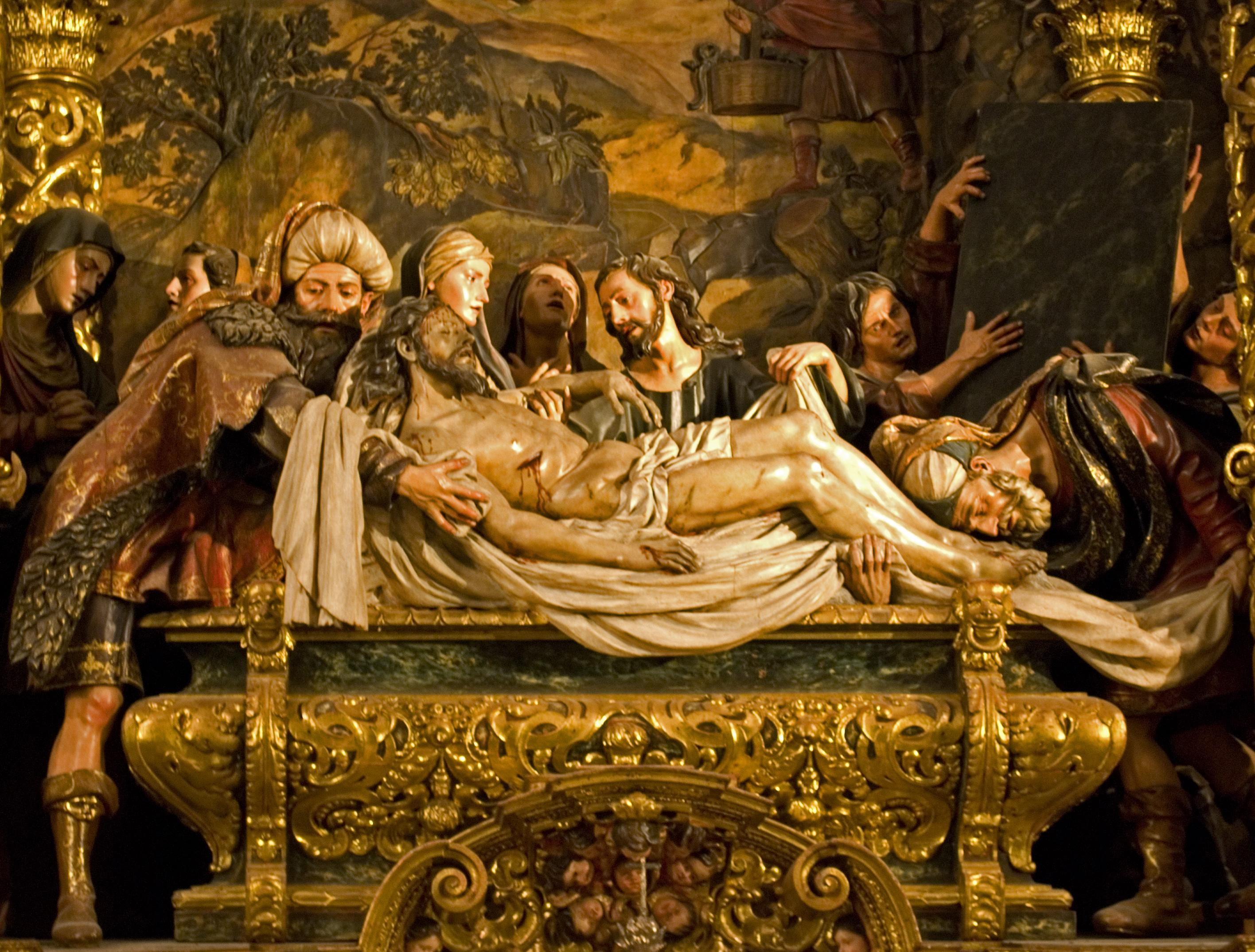
Entierro de Cristo, de Pedro Roldán (1698), altar mayor de la iglesia del Hospital de la Caridad, Sevilla.

En el segundo tercio del siglo XVII, fija su residencia en Sevilla el flamenco José Aertz, que castellaniza su apellido como Arce; conoce de su tierra nativa las fórmulas del barroco berninesco, a través del maestro François Duquesnoy e introduce en Andalucía este nuevo concepto y sus elementos expresivos, que renuevan algo el ambiente estético regional y local, lo cual se percibe con cierta claridad en dinamismo, fuerza de indumentaria, intenso claroscuro, etc. Pedro Roldán es la cabeza y el jefe de un importante taller familiar, donde actúan figuras destacadas en el arte español, como su hija María Luisa Roldán, conocida por la Roldana, y su nieto Pedro Duque y Cornejo, uno de los más excelsos escultores de la escuela, ya dentro del siglo XVIII. Los retablos, imágenes, sillerías de coro, etc., que en buen número y notable calidad produce este grupo, destacan por su intenso barroquismo, virtuosismo y poesía de ciertas representaciones.

## Las últimas muestras de la escuela sevillana
En los últimos decenios del siglo XVII, labora Francisco Ruiz Gijón, formidable imaginero, de agudo realismo barroquista, que expresa en cierto modo las ideas propuestas por la escuela en este periodo y alcanza elevadas cotas e importantes metas. Benito de Hita y Castillo y José Montes de Oca (la estética de éste se inserta en la montañesina, con las diferencias de época) completan el cuadro del barroquismo escultórico en la decimoctava centuria.
Cristóbal Ramos en el siglo XVIII, los Astorga (Juan y Gabriel) y Blas Molner en el siglo XIX, son las figuras más destacadas de la escuela sevillana durante este periodo. Su tarea se reduce casi únicamente a la imaginería sagrada, campo abonado para atender a los reiterados encargos de la devoción andaluza. 
Antonio Susillo enlaza ya con el siglo XX, al igual que su discípulo Joaquín Bilbao. Más tarde Enrique Pérez Comendador, Juan Luis Vassallo y Antonio Cano Correa desenvuelven su actividad con aportaciones notables, dentro del marco de la más noble tradición en conceptos y en el propio quehacer.

## Influencia en el desarrollo de la escultura hispanoamericana
La escuela sevillana trascendió el ámbito andaluz. El papel que jugó Sevilla en el comercio de ultramar favoreció la continua exportación de obras a todo el continente americano a medida que las nuevas ciudades demandaban imágenes para las necesidades litúrgicas y evangelizadoras de iglesias y monasterios. Si en el siglo XVI la llegada de obras sevillanas corrió paralela a la llegada de obras de otras zonas de España, incluso de esculturas y pinturas flamencas o italianas, a comienzos del siglo XVII se impusieron los talleres hispalenses y sobre todos ellos el montañesino. Fueron Martínez Montañés y los escultores de su escuela como Juan de Mesa, los que marcaron el gusto estético de la primera mitad del siglo. 
Fundamental en la difusión del estilo montañesino, incluso mayor que la importación de obras de la península, fue la llegada desde finales del siglo XVI de escultores formados en los talleres sevillanos. Al igual que ocurrió con la procedencia de las obras, a América arribaron artistas procedentes de toda España y de países pertenecientes al imperio pero fueron los vinculados a la escuela sevillana los que dominaron el panorama artístico de finales del siglo XVI hasta mediado el XVII. Quizás por estar mejor estudiada, la escultura del Virreinato de Perú, sobre todo en las áreas de Lima y Cuzco, es la que se considera de mayor categoría en este periodo en todo el continente. Artistas como Martín Alonso de Mesa y Pedro de Noguera en Lima, o Gaspar de la Cueva en Potosí, y una obra tan destacada como la sillería del coro de la Catedral de Lima son ejemplos de lo dicho.

## Principales componentes de la escuela sevillana de escultura

### Precedentes de la escuela
- Lorenzo Mercadante de Bretaña (activo en la segunda mitad del siglo XV)
- Pedro Millán (activo entre 1487 y 1507)
- Pietro Torrigiano (1472-1522)
- Isidro de Villoldo

### Creación de la escuela
- Juan Bautista Vázquez el Viejo (1510-1588)
- Juan de Oviedo el Mayor (1536-1592)
- Juan Bautista Vázquez el Mozo
- Jerónimo Hernández (1540-1586)
- Miguel de Adán (1532-1610)
- Gaspar del Águila (1530-1602)
- Gaspar Núñez Delgado
- Andrés de Ocampo (1555-1625)
- Juan de Oviedo, el joven (1565-1625)

### Esplendor
- Juan Martínez Montañés (1568-1649)
- Francisco de Ocampo y Felguera (1579-1639)
- Juan de Mesa (1583-1627)
- José Aertz españolizado como José de Arce (1600-1666)
- Pedro Roldán (1624-1699)
- María Luisa Roldán, conocida por la Roldana, (1652-1706)

### Última etapa
- Francisco Ruiz Gijón (1653-1720)
- José Montes de Oca (1668-1754)
- Pedro Duque y Cornejo (1677-1757), nieto de Pedro Roldán
- Benito de Hita y Castillo (1714-1784)
- Cristóbal Ramos
- Juan de Astorga
- Gabriel de Astorga
- Blas Molner(1737-1812)
- Antonio Susillo (1857-1896)
- Joaquín Bilbao (1864-1934)
- Enrique Pérez Comendador(1900-1981)
- Juan Luis Vassallo (1908-1986)
- Antonio Cano Correa(1909-2009)
- Carmen Jiménez Serrano(1920-2016)